# Schores Alexandrowitsch Medwedew
Schores Alexandrowitsch Medwedew (russisch Жорес Александрович Медведев; * 14. November 1925 in Tiflis, Georgische SSR, Sowjetunion; † 15. November 2018 in London) war ein russischer Biochemiker, Historiker und sowjetischer Dissident.

## Leben
Von 1926 bis 1938 lebte Medwedew mit seinen Eltern und dem Zwillingsbruder Roi Alexandrowitsch Medwedew in Leningrad (sein ungewöhnlicher Vorname ist von Jean Jaurès abgeleitet). Der Vater Alexander Romanowitsch Medwedew, ein Professor an der Militärpolitischen Akademie, wurde 1938 im Zuge der stalinschen Säuberungen verhaftet und starb 1941 im Gefängnis. Nach dessen Verhaftung und Verurteilung in einem Schauprozess im gleichen Jahr zog Medwedew mit seiner Mutter und dem Zwillingsbruder nach Rostow am Don. Im September 1941, kurz vor der ersten deutschen Besetzung der Stadt, wurde die Familie nach Tiflis evakuiert. Im Februar 1943 wurde er zur Roten Armee eingezogen und ging nach einer kurzen Ausbildung als Infanterist an die Front. Bei Kämpfen in der Nähe der Taman-Halbinsel wurde er verwundet und deshalb später aus der Armee entlassen. Ab 1944 studierte er an der Moskauer Timirjasew-Landwirtschafts-Akademie und schloss das Studium im Dezember 1950 mit einer Doktorarbeit über geschlechtliche Vorgänge bei Pflanzen ab. Von 1954 bis 1963 arbeitete er in der Akademie als Wissenschaftler.
Bereits ab dem Jahre 1952 forschte Medwedew über die Probleme des Alterns und konzentrierte sich auf den Umsatz von Proteinen und Nukleinsäuren. Hierzu veröffentlichte er 1961 die erste Studie, in welcher er darauf hindeutete, dass Altern das Ergebnis einer Anhäufung von Fehlern bei der Synthese von Proteinen und Nukleinsäuren ist. 1962 schrieb er das Manuskript für sein Buch über die Geschichte der sowjetischen Genetikforschung (später in den USA als The Rise and Fall of T. D. Lysenko veröffentlicht, Columbia Univ. Press, 1969). Im Jahr 1963 wurde er Leiter des Labors für molekulare Strahlenbiologie im Institut für Medizinische Radiologie in Obninsk. Er veröffentlichte 1963 zwei weitere Bücher, Proteinbiosynthese und Probleme der Entwicklung und Vererbung beim Altern (1963) und Molekulare Mechanismen der Entwicklung (1966). Im Jahr 1969, nach der Veröffentlichung seines Buches The Rise and Fall of T. D. Lysenko in den USA, wurde Medwedew seiner Positionen enthoben.
Medwedew wurde 1973 aus der Sowjetunion ausgebürgert. Während einer Reise nach London gemeinsam mit seiner Frau Margarita und dem jüngeren Sohn Dmitri wurde ihm die sowjetische Staatsbürgerschaft aberkannt und sein Pass vom sowjetischen Konsulat eingezogen. Er lebte seitdem in London, wo er bis zu seiner Pensionierung als Wissenschaftler am National Institute for Medical Research arbeitete.
Medwedew starb im November 2018, einen Tag nach seinem 93. Geburtstag.

## Veröffentlichung des Kyschtym-Unfalls
1976 erregte Medwedew weltweite Aufmerksamkeit, als er über den Kyschtym-Unfall vom 29. September 1957 auf dem Gelände der damals geheimen Kerntechnischen Anlage Majak östlich des Urals berichtete. Medwedew war aufgrund eigener Recherchen, die er in der wissenschaftlichen Zeitschrift New Scientist und 1979 in seinem Buch Nuclear Disaster in the Urals veröffentlichte, zu der Überzeugung gelangt, dass es 1957 in der Nähe von Kyschtym zu einer nuklearen Explosion gekommen war. Diese Schilderungen wurden damals als nicht glaubwürdig eingestuft. Erst später stellte sich der Zeitpunkt als richtig heraus, und auch die Tatsache einer atomaren Katastrophe, die jedoch „nur“ durch eine chemische Explosion ausgelöst worden war. Öffentlich und offiziell bestätigt wurde der Unfall erst im Rahmen der Politik von Glasnost und Perestroika unter Michail Gorbatschow im Juni 1989 in einer Sitzung des Obersten Sowjets der UdSSR durch den damaligen stellvertretenden Ministerpräsidenten Lew Rjabew.

## Ehrungen
- René-Schubert-Preis der Deutschen Gesellschaft für Gerontologie und Geriatrie, 1985
- Award des US-amerikanischen Verband der Biogerontologie, 1984

## Veröffentlichungen (Auswahl)
- The rise and fall of T.D. Lysenko, Columbia Univ. Press 1969, ISBN 0-231-03183-1, deutsch: Der Fall Lyssenko, Hoffmann und Campe 1971.
- Nuclear Disaster In The Urals, Verlag W. W. Norton and Company, New York 1980, ISBN 0-393-33411-2.
- Der Generalsekretär Michail Gorbatschow. Eine politische Biografie, Luchterhand 1990, ISBN 3-630-61780-8.
- Das Vermächtnis von Tschernobyl, Daedalus 1991, ISBN 3-89126-030-X.
- Bericht und Analyse der bisher geheimgehaltenen Atomkatastrophe in der UdSSR, Hoffmann und Campe 1998, ISBN 3-455-08888-0.
- Andropow. Der Aufstieg zur Macht, Hoffmann und Campe 1983, ISBN 3-455-08672-1.